# Романчук, Михаил Михайлович
Михаи́л Миха́йлович Романчу́к (укр. Михайло Михайлович Романчук; род. 7 августа 1996, Ровно) — украинский пловец, двукратный призёр Олимпийских игр 2020 года, чемпион мира на короткой воде 2018 года, многократный призёр чемпионатов мира, многократный чемпион Европы и Украины, победитель летней Универсиады 2017 года. Специализируется в плавании на дистанциях 400, 800 и 1500 метров вольным стилем, также выступает в плавании на открытой воде. Заслуженный мастер спорта Украины.
С 2022 года представляет Хмельницкую область.

## Карьера
В ноябре 2015 года на этапе Кубка мира в катарском городе Доха получил золотую награду на дистанции 1500 метров вольным стилем.
На чемпионате Европы-2016 в мае получил 2 бронзовые награды — на дистанциях 800 и 1500 метров.
На чемпионате мира по водным видам спорта в Будапеште (2017) получил «серебро» на дистанции 1500 метров с рекордом Украины (14: 37.14).
По состоянию на июль 2017 года установил 10 рекордов Украины.
20 августа 2017 на летней Универсиаде в Тайбэе получил золотую награду на дистанции 400 метров вольным стилем.
3 августа 2018 года стал чемпионом Европы на дистанции 400 метров вольным стилем. Через несколько дней одержал победу и на дистанции 800 метров. На 1500 метрах вольным стилем завоевал серебряную медаль.

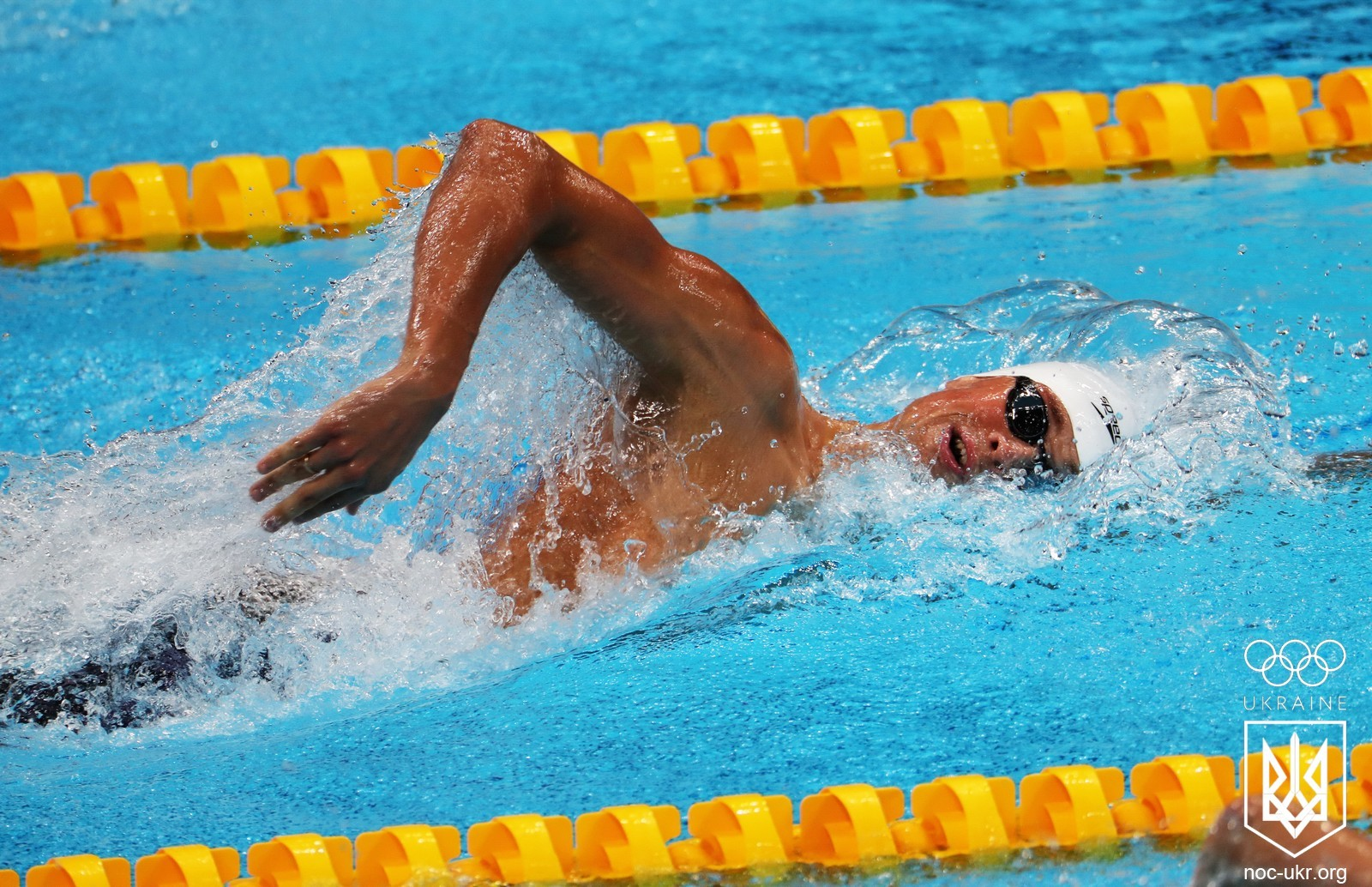
Романчук на Олимпийских играх 2020 в Токио

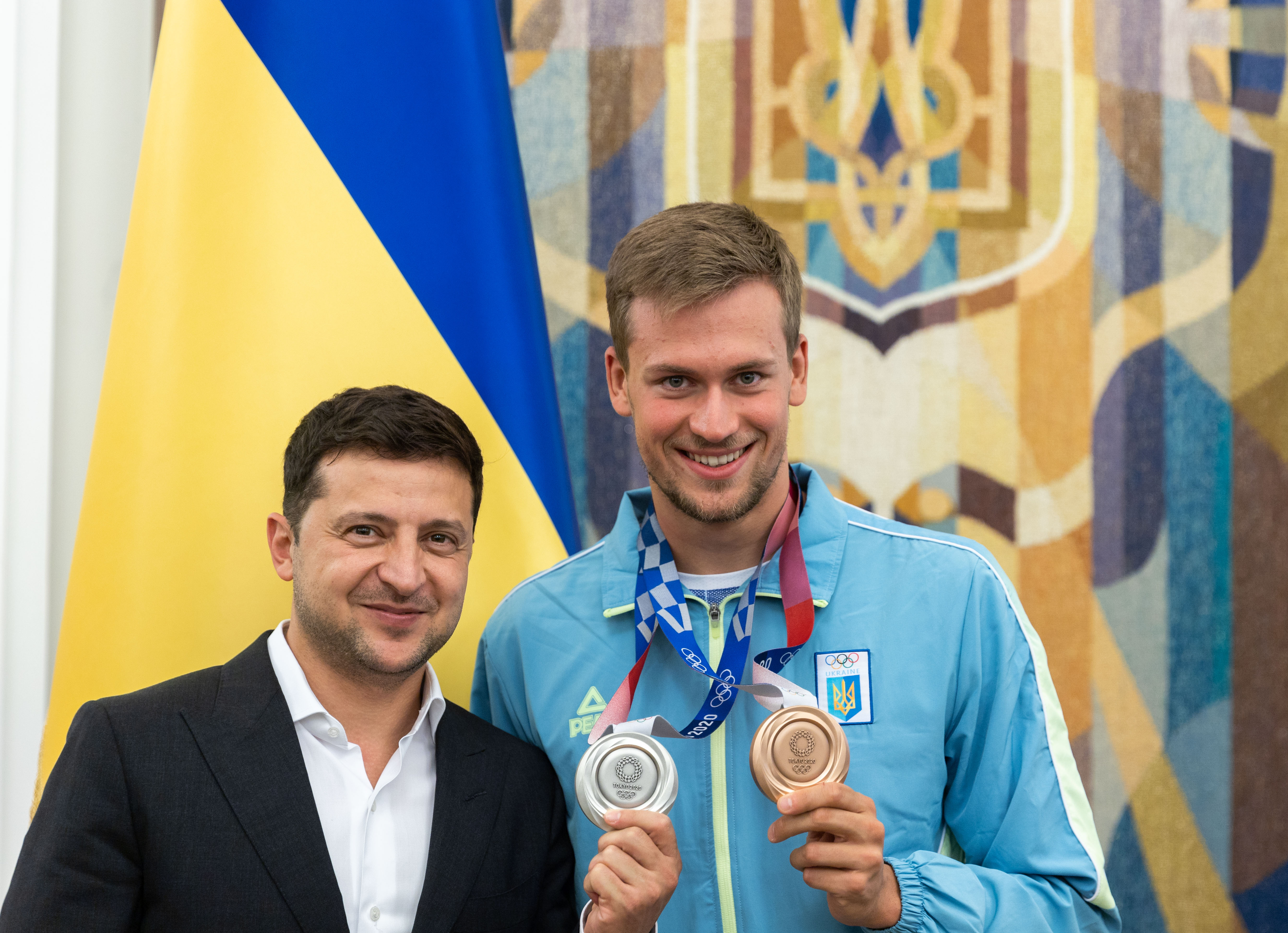
Романчук с двумя олимпийскими медалями и президент Украины Владимир Зеленский, 17 августа 2021 года

В 2021 году вошел в рейтинг «30 самых перспективных украинцев до 30 лет» по версии Forbes (в категории «Спорт»).
В мае 2021 года на чемпионате Европы в Будапеште Михаил на дистанции 1500 метров вольным стилем завоевал золотую медаль, проплыв в финале за 14:39,89. На дистанции 800 метров Михаил повторил свой успех и вновь завоевал золотую медаль, проплыв за 7:42,61.
27 июля 2021 года на Олимпийских играх в Токио в предварительном заплыве на дистанции 800 метров вольным стилем установил олимпийский и национальный рекорд — 7:41,28. 29 июля завоевал бронзовую медаль на дистанции 800 метров вольным стилем с результатом 7:42,33, уступив 0,46 сек чемпиону Роберту Финку. При этом Финк проплыл медленнее, чем Романчук в предварительном заплыве. 1 августа Романчук завоевал олимпийское серебро на дистанции 1500 метров вольным стилем, уступив в финале 1,01 сек Роберту Финку. Михаил стал единственным украинским пловцом, завоевавшим медаль на Играх в Токио. Последний раз украинцы выигрывали олимпийские медали в плавании на Играх 2004 года.
На чемпионате мира 2022 года в Будапеште завоевал бронзу на дистанции 800 метров вольным стилем (7:40.05), а также бронзу на дистанции 5 км на открытой воде. На чемпионате Европы 2022 года в Риме выиграл золото на дистанции 1500 вольным стилем с рекордом Украины (14:36.10), Грегорио Пальтриньери отстал на 3,69 сек.
На чемпионате Европы 2024 года в Белграде выиграл золото на дистанции 800 метров вольным стилем (7:46.20) и серебро на дистанции 1500 метров вольным стилем со скромным результатом 15:00.99. Суммарно на счету Романчука стало 10 медалей чемпионатов Европы — 6 золотых, 2 серебряные и 2 бронзовые.

## Рекорды
Рекордсмен Европы на дистанции 800 метров вольным стилем в 25-метровых бассейных. Рекордсмен Украины на дистанциях 400, 800 и 1500 метров в 50-метровых и 25-метровых бассейнах.
На Олимпиаде в Токио установил олимпийский рекорд и рекорд Украины. Михаил во время предварительного заплыва на 800 метров вольным стилем финишировал первым со временем 7:41.28.

## Награды
- Орден «За заслуги» ІІ степени (2021)[5]
- Орден «За заслуги» ІІІ степени (2019)[6]